# Achadinha (Boaventura)
Achadinha é um sítio povoado da freguesia da Boaventura, Município de São Vicente, Ilha da Madeira.